# Cocoon
Cocoon és una pel·lícula de ciència-ficció americà realitzat per Ron Howard, estrenada l'any 1985, sobre el guió de Tom Benedek de després de la història de David Saperstein, posant en escena Don Ameche, Wilford Brimley, Hume Cronyn, Brian Dennehy, Jack Gilford i Steve Guttenberg. Ha estat doblada al català.
Aquesta pel·lícula rep el 1986 l'Oscar al millor actor secundari per Don Ameche així com el dels millors efectes visuals per Industrial Light & Magic, així com un premi Saturn al millor director per Ron Howard.
Dos anys després de l'èxit, es va rodar una continuació, Cocoon, el retorn, per Daniel Petrie.

## Argument
Un grup de tres persones grans, residents en una residència d'avis, entren a la força en una casa, amb la finalitat d'aprofitar la piscina. Hi troben els « cocoons », uns capolls d'una talla equivalent a la d'un home. Els avis són massa grans, no aconsegueixen treure els capolls de l'aigua i es banyen doncs en la seva companyia. Alguns minuts després del començament del bany, s'adonen que sobtadament han recobrat una « nova joventut ».

## Repartiment
- Don Ameche: Arthur 'Art' Selwyn
- Wilford Brimley: Benjamin 'Ben' Luckett
- Hume Cronyn: Joseph Finley
- Brian Dennehy: Walter
- Jack Gilford: Bernard 'Bernie' Lefkowitz
- Steve Guttenberg: Jack Bonner
- Maureen Stapleton: Marilyn 'Mary' Luckett
- Jessica Tandy: Alma Finley
- Gwen Verdon: Bess McCarthy/Selwyn
- Herta Ware: Rosie Lefkowitz
- Tahnee Welch: Kitty
- Barret Oliver: David, net de Ben i Mary
- Linda Harrison Martine Missatger): Susan
- Tyrone Power Jr.: Pillsbury
- Clint Howard: John Dexter, el vigilant de la residència

## Producció
L'estudi havia contactat Robert Zemeckis per dirigir Cocoon, però va ser cridat a l'últim minut per Michael Douglas per rodar A la persecució del diamant verd. Els productors llavors es van decidir per Ron Howard.

### Llocs de rodatge
- Clearwater, Florida
- Nassau, New Providence Island, Bahamas
- South Ocean, New Providence Island, Bahamas per les escenes sota la mar
- St. Petersburg, Florida

## Box-office
La pel·lícula acaba la seva explotació al sisè lloc dels més grans èxit de l'any als Estats Units amb 86 milions de dòlars de recaptació. La continuació Cocoon, el retorn de Daniel Petrie no ha pogut aconseguir arribar a l'altura de la pel·lícula precedent.

## Premis i nominacions

### Premis
- 1986: Oscar al millor actor secundari per Don Ameche
- 1986: Oscar als millors efectes visuals per Industrial Light & Magic
- 1986: Saturn Award al millor director per Ron Howard

### Nominacions
- 1986: Globus d'Or a la millor pel·lícula musical o còmica
- 1986: Saturn Award al millor actor per Hume Cronyn
- 1986: Saturn Award a la millor actriu per Jessica Tandy
- 1986: Saturn Award a la millor música per James Horner
- 1986: Saturn Award a la millor pel·lícula de ciència-ficció
- 1986: Saturn Award a la millor actriu en un segon paper per Gwen Verdon
- 1986: Saturn Award al millor guió per Tom Benedek